# Juan Delval
Juan Delval é um filósofo espanhol que desenvolve pesquisas na área da Psicologia Evolutiva e da Educação.

## Carreira Acadêmica
Juan Delval doutorou-se em filosofia pela Universidade Complutense de Madri. Realizou estudos no Instituto de Ciências da Educação da Universidade de Genebra,onde foi aluno de Jean Piaget e Bärbel Inhelder, entre 1965 e 1967. Ainda fez estudos e pesquisas em outras universidades: na Universidade da Califórnia, em Berkeley (1974–75; 1980, 1997–1998), Universidade de Brighton (1974), no Massachusetts Institute of Technology (MIT) e na Universidade de Harvard (1984–85).
Atualmente é catedrático de Psicologia Evolutiva e Educação na Universidade Autônoma de Madri. Foi anteriormente Diretor do Departamento de Psicologia Evolutiva e da Educação, do Instituto de Ciências da Educación dessa universidade e Coordenador do Programa de Doutorado “Desenvolvimento psicológico e aprendizagem escolar” na U.A.M. Tem proferido conferências, ministrado cursos e realizado trabalhos de investigação nos diversos países de âmbito iberoamericano, entre eles a Argentina, Brasil, Chile, Colômbia, Costa Rica, Cuba, Haiti, México, Nicarágua, Panamá, Peru, República Dominicana e Guiné Equatorial. Além de ocupar diversos cargos na área da educação.

## Obras publicadas
- Aprender a Aprender, Juan Delval, 168 págs., Ed. Papirus.
- Manifesto por Uma Escola Cidadã, Juan Delval, 176 págs., Ed. Papirus.